# Bundesautobahn 485
De Bundesautobahn 485 (kortweg A485), ook wel Osttangente Gießen genoemd, is een Duitse autosnelweg ten oosten van Gießen in de deelstaat Hessen.
De A485 begint bij het Gießener Nordkreuz, waar een aansluiting op de A480 en de B3 is, en verloopt in zuidelijke richting via het Gießener Südkreuz (aansluiting op de A45) naar Langgöns, waar de A485 overgaat in de B3.
De A485 was een gedeelte van de inmiddels opgegeven planning van de A49 tussen Homberg en Darmstadt.